# Coprocultura
Coprocultura é o exame bacteriológico das fezes, geralmente humanas, muito utilizado em casos de gastroenterite adulta. A classificação das bactérias que podem provocar diarreia é a seguinte: bactérias invasoras e bactérias toxigênicas. Após a colheita é realizado o plantio do material em um meio de enriquecimento ou um meio seletivo.

## Colheita
A coprocultura é melhor realizada com fezes frescas, de preferência logo após sua emissão, evitando-se a contaminação com urina ou líquido do vaso sanitário. Todavia, um líquido conservador é bem-vindo. Se as fezes apresentarem muco, deve ser colhido uma amostra. É possível, também a colheita direta do reto com auxílio de um swab.

## Bactérias invasoras
São bactérias colonizadoras do tubo gastrointestinal. Podem produzir toxinas e evoluir atingindo outros locais. Exemplos: Shigella, Salmonella, Yersinia enterocolitica, Campylobacter jejuni e alguns sorotipos de Escherichia coli.

## Bactérias toxigênicas
Este tipo de bactéria, libera uma toxina para dissolver alimentos para sua nutrição, provocando assim, atividade patogênica no indivíduo. São exemplos de bactérias que produzem toxinas o Clostridium difficile, Clostridium perfringens, Vibrio parahaemolyticus, Staphylococcus aureus e Escherichia coli.

## Identificação bioquímica[nota 1]
| Gênero      | Gás em glicose | Lactose | Manita | Mobilidade | Indol | Citrato | H2O | Urease | DA | LDC |
| ----------- | -------------- | ------- | ------ | ---------- | ----- | ------- | --- | ------ | -- | --- |
| Escherichia | +/-            | +/-     | +      | +/-        | +     | -       | -   | -      | -  | +   |
| Aerobacter  | +              | +/-     | +      | +          | -     | +       | -   | -      | -  | +   |
| Klebsiella  | +              | +/-     | +      | -          | -     | +       | -   | +      | -  | +   |
| Hafnia      | +              | -       | +      | +          | -     | +       | -   | -      | -  | +   |
| Citrobacter | +              | +/-     | +      | +          | -     | +       | +   | -      | -  | -   |
| Arizona     | +              | +/-     | +      | +          | -     | +       | +   | -      | -  | +   |
| Salmonella  | +              | -       | +      | +          | -     | +       | +/- | -      | -  | +   |
| Shigella    | -              | -       | +/-    | -          | +/-   | -       | -   | -      | -  | -   |
| Providence  | +/-            | -       | +/-    | +          | +     | +       | -   | -      | +  | -   |
| Proteus     | +/-            | -       | -      | +          | +     | -       | +   | +      | +  | -   |